# Otto Priller
Otto Priller (* 25. Oktober 1887 in Hammerberg, Passau; † 12. Januar 1963 in München) war ein deutscher Politiker (SPD).

## Leben
Nach dem Besuch der Volks-, Fortbildungs- und Fachschule übte Priller zunächst eine zweijährige Tätigkeit als landwirtschaftlicher Arbeiter aus. Danach wurde er Meister im Bäckerhandwerk. Er trat 1906 in eine Gewerkschaft ein und 1921 der SPD bei. Von 1921 bis Mai 1933 war er Angestellter des Deutschen Landarbeiterverbandes. Währenddessen war er auch Mitglied der Bayerischen Landesbauernkammer (Arbeitnehmervertretung). Außerdem besuchte er Kurse für Agrar- sowie Sozialpolitik und die Gewerkschaftsschule. Durch das NS-Regime verlor er alle Ämter und begab sich für viele Jahre nach Amerika. Er kehrte zurück und wurde Vorsitzender des DGB-Kreisausschusses. Er trat 1953 in den Ruhestand ein, da er die Altersgrenze erreichte.
Priller war von 27. November 1950 bis zum 3. Dezember 1958 für den Stimmkreis Fürstenfeldbruck Mitglied des Bayerischen Landtages sowie der dortigen SPD-Fraktion. Des Weiteren war er im Landtag Mitglied des Ausschusses für Ernährung und Landwirtschaft, des Unterausschusses für Zins- und Teilwaldfragen, des Beirates des Milchwirtschaftsverbandes Bayern und stellvertretender Vorsitzender des Unterausschusses Landarbeiterfragen.